# Žigmund Erdődy
Žigmund I. Erdödy (lat. Sigismundus Erdeody) (?, 1596. – ?, 28. lipnja 1639.), hrvatski ban; sin bana Tome Erdödyja († 1624.) i Ane Marije Ungnad. Godine 1618. otac mu je povjerio dužnost velikog župana Varaždinske županije. Četiri godine kasnije imenovan je kraljevskim posteljnikom, a 1624. godine kraljevskim komornikom.
Kralj Ferdinand II. imenovao ga je 1626. godine tajnim savjetnikom, a sljedeće ga je godine imenovao za hrvatskog bana i kapetana Kraljevine.

## Vanjske poveznice
- Žigmund I. Erdödy – Hrvatski biografski leksikon, pristupljeno 8. ožujka 2016. (hrv.)

| Prethodnik:      | Hrvatski ban (1627. – 1639.) | Nasljednik:         |
| Juraj V. Zrinski | Hrvatski ban (1627. – 1639.) | Ivan III. Drašković |